# حلة القديمة
الحلة القديمة أو القديمة وكانت تُعرف في الأصل باسم حلة عامر، وما هو الا حيّ و دوّار كان يقع داخل أسوار مدينة الرياض المحصنة في السابق، وتحديدًا في الركن الجنوبي الشرقي من بلدة الرياض المسورة. أُنشئ الحي على أرض زراعية كان يملكها مزارع يُدعى ابن عيسى، ثم أُدمج لاحقًا في نسيج العاصمة الرياض بعد إزالة أسوار المدينة عام 1950. يشكّل الحي اليوم جزءًا من حي قصر الحكم في منطقة حي الديرة (الرياض). وقد ضمّ الحي مسجد الحلة.
كما احتضن الحي قصور كلٍّ من الإمام عبد الرحمن بن فيصل آل سعود، والأمير عبد الله بن عبد الرحمن آل سعود، والأمير محمد بن عبد الرحمن آل سعود، والأمير فيصل بن عبد العزيز، والأمير محمد بن عبد العزيز آل سعود، والأمير منصور بن عبد العزيز آل سعود، والأمير مساعد بن عبد الرحمن آل سعود، والأمير خالد بن عبد العزيز، والأمير فهد بن عبد العزيز.